# 레밍즈
레밍즈(영어: Lemmings)는 영국의 DMA 디자인(현 록스타 노스)이 개발하여 시그노시스(Psygnosis)에서 1991년 아미가용으로 출시한 컴퓨터 게임이다. 이것이 대히트친 뒤, 각종 게임기와 컴퓨터로 이식되었다. 앞에 무엇이 있든 직진을 하여 절벽이더라도 떨어져 집단자살을 한다고 잘못 알려져 있는 레밍의 생태를 모티브로 한 게임으로, 제목도 여기서 유래한다.
대한민국에서는 MS-DOS버전을 동서게임채널에서 출시했다. 레밍즈의 확장팩인 Oh No! More Lemmings는 '레밍즈 2'라는 제목으로 출시되었다.

## 게임 개요
천장에 있는 입구에서 레밍이 쏟아져내리고, 걸어간다. 이 수많은 레밍들을 출구까지 무사히 이동시키는 방식으로 진행되는 퍼즐 장르의 게임이다. 플레이어가 아무것도 하지 않으면 레밍들은 행진을 계속하며 절벽에서 떨어져 죽거나, 구덩이 속에 빠져 움직이지 못하게 되거나, 여러 가지 트랩에 걸려 죽는다. 플레이어는 레밍에게 여러 가지 지시(횟수 제한이 있는 스테이지도 있다)를 내리며 출구를 향해 레밍을 유도한다. 무사히 탈출시킨 레밍의 비율이 각 스테이지별로 설정된 비율보다 높으면 클리어가 되는 방식이며, 시간제한도 있다.
레밍이 천장에서 쏟아져내리는 속도는 조절 가능하며, 입구가 여러 개인 스테이지도 있다. 여러 가지 장애물이 있어, 해결할 수 없어 보이는 곳도 횟수가 한정된 지시를 복잡하게 조합함으로써 레밍을 데리고 나가는 것에서 재미를 느끼게 되는 게임이다. 레밍은 아주 적은 수의 도트로 그려져 있음에도 불구하고 유머러스하고 귀엽게 움직이며, 이것이 또한 게임의 매력이다.
화면상에 남아있는 레밍을 전원 폭파하는 지시도 가능하다. 주로 클리어 비율은 맞췄으나 출구까지 남은 레밍이 도달하기에 걸리는 시간이 너무 긴 경우 사용하게 되나, (전원 폭파건 단독 폭파건)지시를 받은 레밍이 몸이 갈갈이 찢어져 폭발하는 점은 흔히 말하는 서양 게임다운 점이다.

## 속편
- Oh! No More Lemmings
  - 레밍즈 1탄의 확장팩으로 발매. 윈도판에서는 1탄과 동시수록. 대한민국에서는 '레밍즈2'라는 제목으로 동서게임채널에서 발매.
  - PSP판에서는 1탄과 확장팩 및 오리지널 36스테이지가 추가되었다.
- 크리스마스 레밍즈
  - 레밍이 산타 복장을 하고 있는 데모 버전. 크리스마스 레밍즈가 1991년, 1992년에 프리웨어로 배포.
  - 홀리데이 레밍즈가 1993년, 1994년에 판매되었다. 홀리데이 레밍즈 1993은 홀리데이 레밍즈 1994가 발매되면서 프리로 전환되었다.
- 레밍즈 2: The Tribes
  - 종족의 개념이 추가. 종족별로 다른 기능을 가지고 있다.
  - 이전의 8가지 아이템에서 더욱 다양한 아이템들이 추가되었다.
- All New World of Lemmings
- 3D Lemmins
- Lemmings Revolution

### 관련 게임
- The Adventures of Sir Lomax
  - 윈도판, 플레이스테이션판
- Lemmings Paintball

## 평가
| 통합 점수         | 통합 점수                  |
| 통합사            | 점수                       |
| ----------------- | -------------------------- |
| 게임랭킹스        | SNES: 83%                  |
| 평론 점수         |                            |
| 평론사            | 점수                       |
| 암스트래드 액션   | Amstrad: 97%               |
| 크래시            | Spectrum: 91%              |
| EGM               | LYNX: 6.8/10 CD-i: 6.25/10 |
| IGN               | LYNX: 9/10                 |
| 넥스트 제네레이션 | 3DO:                       |
| 유어 싱클레어     | Spectrum: 91%              |
| MegaTech          | SMD: 92%                   |
| Mega              | SMD: 90%                   |

| 수상             | 수상                                                     |
| 평론사           | 수상                                                     |
| ---------------- | -------------------------------------------------------- |
| Amstrad Action   | 2nd-best rated game in the history of the magazine       |
| Amiga Power      | 2nd-best Amiga game of all time (1991)                   |
| Mega             | 23rd-best game of all time (1994)                        |
| CGW              | 12th-best game of all time (1996)                        |
| Edge             | 82nd-top game of all time (2007)                         |
| Your Sinclair    | 20th-top ZX Spectrum game of all time (1993, by readers) |
| Wirtualna Polska | The best Amiga game of all time (2011)                   |
| Next Generation  | 8th-top game of all time (1996)                          |